# Saint-Romain-de-Popey
Saint-Romain-de-Popey är en kommun i departementet Rhône i regionen Auvergne-Rhône-Alpes i östra Frankrike. Kommunen ligger i kantonen Tarare som tillhör arrondissementet Villefranche-sur-Saône. År 2022 hade Saint-Romain-de-Popey 1 703 invånare.

## Befolkningsutveckling
Antalet invånare i kommunen Saint-Romain-de-Popey
| Referens: INSEE |